# Амирасланов, Мейбали Фридун оглы
Мейбали Фридун оглы Амирасланов — советский хозяйственный, государственный и политический деятель.

## Биография
Родился в 1902 году в Бала Гасанлы. Член ВКП(б) с 1928 года.
С 1926 года — на хозяйственной, общественной и политической работе:
- помощник инженера, инженер, главный инженер ряда строительных предприятий Ленинграда,
- директор машиностроительного завода в Азербайджанской ССР,
- 1938—1939 зам. народного комиссара местной промышленности Азербайджанской ССР,
- 1939—1941 — народный комиссар текстильной промышленности АзССР. Награждён орденом Трудового Красного Знамени (27.04.1940) — «в ознаменование 20-й годовщины освобождения Азербайджана от ига капитализма и установления там советской власти, за успехи в развитии нефтяной промышленности, за достижения в области подъёма сельского хозяйства и образцовое выполнение строительства Самур-Дивичинского канала».
- 1941 заведующий Отделом строительства ЦК КП Азербайджана,
- 1941—1945 участник Великой Отечественной войны: комиссар, заместитель начальника политотдела, начальник политотделов соединений,
- директор Азербайджанского трубопрокатного завода,
- начальник треста «Закпромстрой»,
- 1950—1955 заместитель, с 1953 первый заместитель Председателя Совета Министров Азербайджанской ССР,
- 1955—1957 министр товаров народного потребления, лёгкой промышленности Азербайджанской ССР,
- 1957 — ? начальник «Бакустроя».

Избирался депутатом Совета Национальностей Верховного Совета СССР 4-го созыва от Нахичеванской АССР, Верховного Совета АзССР 4 и 5 созывов.